# Amiota magniflava
Amiota magniflava este o specie de muște din genul Amiota, familia Drosophilidae, descrisă de Chen și Masanori Joseph Toda în anul 2001. Conform Catalogue of Life specia Amiota magniflava nu are subspecii cunoscute.